# Highbury
Highbury è un quartiere di Londra, situato nel borgo londinese di Islington.
L'Arsenal Stadium, stadio di casa della società calcistica Arsenal, si trovava ad Highbury ed era più noto con il nome stesso di Highbury. Lo stadio fu in gran parte demolito nel 2006, furono preservate solo le parti in muratura più antiche, integrate nelle strutture di alcuni condomini.

## Geografia
Highbury si estende su una superficie di circa 2 km² e si trova 7 km a nord dal centro di Londra (Charing Cross).

## Popolazione
Secondo il censimento del 2001 a Highbury risiedevano 21 559 persone, di queste il 75% si dichiaravano "bianchi", l'11% "neri" il 6% "asiatici"

## Highbury nella letteratura e nel cinema
Nei seguenti libri e film appare Highbury:
- il romanzo di Nick Hornby Febbre a 90' e l'omonimo film tratto da esso sono ambientati tra l'Arsenal Stadium e Highbury Hill.
- il libro di Gabriella Greison chiamato Prossima fermata: Highbury ed edito da Scritturapura, è una raccolta di racconti, in cui si leggono storie ambientate lungo la tube inglese, in corrispondenza delle fermate con il nome di uno stadio o create apposta per raggiungerlo, come l'Arsenal Stadium e Highbury Hill, citato nel titolo.
- il film Quattro matrimoni e un funerale inizia con Hugh Grant che tenta di fermare un taxi in Highbury Corner e si conclude di fronte alle case che delimitano il parco Highbury Fields.
- Il film Il mistero dell'arsenale (The Arsenal Stadium Mystery) fu girato nell'Arsenal Stadium e nei suoi dintorni.
- il personaggio comico Mr. Bean, protagonista di varie serie televisive, nella finzione vive ad Highbury.

## Stazioni della metropolitana
Stazioni ferroviarie e della metropolitana ad Highbury o nei dintorni:
- Arsenal
- Holloway Road
- Stazione di Canonbury
- Stazione di Drayton Park
- Stazione di Finsbury Park
- Stazione di Highbury & Islington